# Władcy Évreux

## Dynastia normandzka
- 989–1037: Robert Duńczyk
- 1037–1067: Ryszard
- 1067–1118: Wilhelm

## Dom Montfort-l'Amaury
- 1118–1137: Amalryk III de Montfort
- 1137–1181: Szymon III de Montfort
- 1181–1182: Amalryk IV de Montfort
- 1182–1195: Amalryk V de Montfort
- w 1195 r. hrabstwo zostało sprzedane królowi Francji Filipowi II

## Kapetyngowie
- 1298–1319: Ludwik I
- 1319–1343: Filip
- 1343–1378: Karol I

Herb hrabiów Évreux z dynastii Walezjuszów

- w 1378 r. hrabstwo zostało skonfiskowane przez króla Karola V, data zwrócenia go prawowitemu dziedzicowi jest nieznana
- ???–1404: Karol II
- w 1404 r. Karol II zrzekł się hrabstwa Évreux w zamian za ręte 12 liwrów i tytuł księcia Nemours

## Walezjusze (jako książęta)
- 1560–1584: Franciszek Hercules

## Burbonowie, linia Orleańska
- 1976 -: Michał Orleański